# جائزة تركيا الكبرى 2011
جائزة تركيا الكبرى 2011 هو سباق فورمولا 1 أقيم بتاريخ 8 مايو 2011 في إسطنبول، تركيا. كان الرابع من أصل 19 في بطولة العالم لسباقات الفورمولا واحد موسم 2011. حلّ الألماني سباستيان فيتل أولا بينما جاء الأسترالي مارك ويبر في المركز الثاني وحصل على المركز الثالث الإسباني فرناندو ألونسو.